# (1137) Raïssa
(1137) Raïssa est un astéroïde de la ceinture principale, découvert le 27 octobre 1929 par l'astronome soviétique/russe Grigori Néouïmine depuis l'observatoire de Simeiz. Il est indépendamment découvert le 21 novembre 1929 par Karl Wilhelm Reinmuth depuis l'observatoire du Königstuhl.
Sa désignation provisoire était 1929 WB.
Il est nommé en l'honneur de Raïssa Izrailevna Maseeva (1900-1930), ancienne collaboratrice scientifique de l'observatoire de Poulkovo.